# Falsohomaemota
Falsohomaemota – rodzaj chrząszczy z rodziny kózkowatych i podrodziny zgrzypikowych.

## Zasięg występowania
Przedstawiciele tego rodzaju występują na Nowej Kaledonii.

## Systematyka
Do Falsohomaemota należą 3 gatunki:
- Falsohomaemota monteithi
- Falsohomaemota novaecaledonica
- Falsohomaemota viridis